# Ana Pereira
Ana Elisa Pereira (Cadafais, 27 de julho de 1845 — Lisboa, 24 de novembro de 1921) foi uma atriz portuguesa.

## Biografia
Ana Pereira nasceu na freguesia de Cadafais, concelho de Alenquer, a 27 de julho de 1845, filha de Agostinho Lourenço de Jesus e de sua mulher, Maria Isabel Pereira, naturais e casados em Lisboa. Iniciou-se, criança ainda, com sua irmã, a atriz Margarida Clementina, no Teatro Gymnasio, onde o seu pai estava empregado.

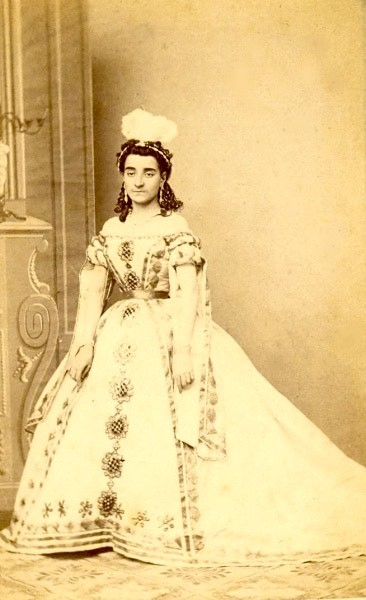
Retrato fotográfico de Ana Pereira em personagem (Museu Nacional do Teatro e da Dança, J. C. da Rocha, década de 1870).

Começou a sua carreira artística no Porto com Emília das Neves, estreando-se no drama de Brás Martins, Pecados do Século XIX. Passou depois para o Teatro D. Luiz, em Coimbra. Em 1864 veio contratada para o Teatro do Príncipe Real em Lisboa, onde teve muito sucesso, passando depois para o Teatro Gymnasio, onde demonstrou grande mérito profissional. A 28 de maio de 1868 estreou-se no Teatro da Trindade, como primeira atriz de opereta, fazendo uma época brilhante.
Em 1874 passou para o Teatro Nacional D. Maria II e depois novamente para o Príncipe Real, peregrinando durante seis anos. Em 1880 regressa ao Trindade, de onde se ausentou durante algum tempo, após a queda de uma peça em que entrava e na sequência da qual tentou o suicídio, voltando a 13 de fevereiro de 1890 e ali se conservando até 1894. Depois de um curto período no D. Maria vai para o Teatro da Rua dos Condes e Teatro D. Amélia, abandonando o teatro por alguns anos.
Na edição de 7 de julho de 1904 do periódico O Grande Elias, refere-se a respeito da atriz Ana Pereira: "Nunca ninguem a excedeu nos papeis que desempenhou. As operettas francezas tiveram sempre n'ella uma interprete conscienciosa e artistica. Vieram a Portugal companhias extrangeiras, trazendo variado repertorio de operas comicas, e em todas aquellas que a grande artista fez realçar com o seu enorme talento, nenhuma das actrizes d'essas companhias se lhe avajantou, e até às vezes nem se lhe poude egualar. Nos aureos tempos em que o theatro da Trindade teve por director Francisco Palha, o humorista insigne, o poeta de extraordinario valor, foi que Anna Pereira contou por triumphos as noites em que representou. Quem ha ahi que a visse na Carlota, do Barba Azul, que não sentisse uma alegria immensa por vêr que era nossa, genuinamente nossa, aquella actriz portentosa? A graça, a malicia no gesto e no olhar, a correcção no canto, tudo existia em Anna Pereira. Sublinhava a phrase com uma perfeição, com uma delicadeza, que deixava o publico captivado. Assim é que se representa; assim é que se faz a arte. Não precisava recorrer a artificios; tinha graça natural, talento real e verdadeiro."

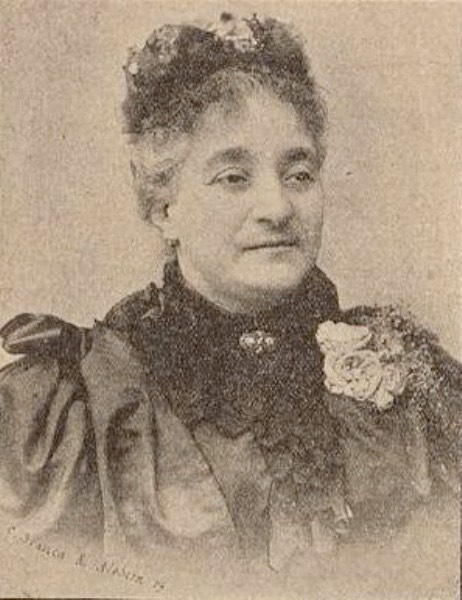
Retrato de Ana Pereira aos 60 anos (O Occidente, 10 de outubro de 1905).

Reentrou em 1907 para o D. Maria e de novo o deixou em 1908, por sentir que o trabalho que dela exigiam era superior às suas forças físicias. Esta notável atriz deu valor a um extenso repertório, ficando memoradas as peças: Marechaia, João José, Rouxinol das salas, Ave azul, Noite em claro, Gaiato de Lisboa, Três rocas de cristal, Barba Azul, Fausto Petiz, Pepe Hilo, Mocidade de Fígaro, Último figurino, Só morre quem Deus quer, O Sargento Frederico, Princesa de Trebizonda, Rosa de sete folhas, Sargento Frederico, Cem donzelas, etc.
No cinema, participou nos filmes mudos João José de Eduardo Leite, rodado e estreado em 1910, a partir da peça do mesmo nome e O Condenado de Mário Hugin e Afonso Gaio, rodado em 1920 e estreado a 2 de maio de 1921 no Cinema Olympia, em Lisboa, onde representou a personagem "Mariana". A atriz teve ainda um teatro em Alenquer baptizado com o seu nome em 1908, o Teatro Ana Pereira.
Faleceu a 24 de novembro de 1921, aos 76 anos, na sua residência de Lisboa, o quarto andar direito do número 37 da Rua do Rato, na freguesia de São Mamede, sendo a causa de morte apresentada como caquexia. Consta ainda que fez testamento e deixou bens. Encontra-se sepultada no Cemitério do Alto de São João, em jazigo.

## Filmografia
- João José (1910);[8]
- O Condenado (1921) - "Mariana"[8]